# Wilberforce
Wilberforce (c. 1973 - 19 de mayo de 1988) era un gato que vivía en el 10 de Downing Street y que fue empleado como Ratonero Jefe de la Oficina del Gabinete de 1973 a 1987. Sirvió a Isabel II a través de los mandatos de cuatro primeros ministros: Edward Heath, Harold Wilson, James Callaghan y Margaret Thatcher. En los obituarios publicados poco después de su muerte, fue descrito como el «mejor ratonero de Gran Bretaña».

## Primeros años y carrera
Wilberforce era un gato atigrado blanco de ocho semanas cuando fue adoptado de la rama de Hounslow de la RSPCA en 1973. Fue designado el gato del gerente de la oficina de Downing Street para hacer frente a una infestación de ratones y se le dio una asignación para vivir. Fue nombrado Wilberforce en honor al abolicionista inglés William Wilberforce. El personal de Downing Street respondía al correo que le enviaban «queriendo saber cómo estaba, [deseándole] suerte». A pesar de su papel como Ratonero Jefe de la Oficina del Gabinete, rara vez visitaba la sala del Gabinete, prefiriendo en cambio la Oficina Escocesa, el 11 de Downing Street y el Ministerio de Relaciones Exteriores.
Según Bernard Ingham, ex-secretario de prensa de Downing Street, Margaret Thatcher compró una vez a Wilberforce «una lata de sardinas en un supermercado de Moscú». Thatcher eligió las sardinas, según The Daily Telegraph, porque «no había nada más que comprar». Wilberforce dormía regularmente sobre y debajo del escritorio de Ingham, lo que irritaba a Ingham debido a su asma.
Cuando los patos residentes del cercano St. James's Park tenían huevos que estaban a punto de eclosionar, Thatcher «se aseguró de que [Wilberforce] se mantuviera fuera del camino». Durante la cobertura de BBC de las elecciones generales de 1983, Esther Rantzen sostuvo a Wilberforce y lo presentó a los espectadores. Al señalar su longevidad, en 1985 el Sunday Mirror declaró que Wilberforce «parecía durar para siempre»; en diciembre de 1986, anticipando las elecciones generales de 1987, el Lincolnshire Echo dijo esto de Wilberforce:

Los gobiernos pueden ir y venir, los primeros ministros pueden pasar en la noche, pero Wilberforce continúa para siempre, imperturbable por los poderosos eventos que suceden alrededor de sus bigotes crispados.

## Jubilación y muerte
Wilberforce se retiró el 3 de abril de 1987, después de 14 años de servicio bajo cuatro primeros ministros diferentes. Se fue a vivir a Essex con un cuidador jubilado del Número 10; antes de su partida, Thatcher le dio a Wilberforce un regalo de despedida. Murió mientras dormía el 19 de mayo de 1988, a los 15 años.
Tras su muerte, Edward Heath, que se encontraba en Tokio en ese momento, dijo que «lamentaba mucho que el residente más antiguo haya muerto». Harold Wilson, que había sido «extremadamente aficionado» a Wilberforce, expresó su pesar; según los informes, la esposa de James Callaghan, Audrey, estaba «conmocionada». Thatcher recibió la noticia de su muerte al final de la reunión diaria del Gabinete y declaró que estaba «muy triste».
En varios artículos periodísticos y obituarios que cubrían su muerte, Wilberforce fue descrito como el «mejor ratonero de Gran Bretaña». Fue enterrado cerca de su casa de retiro.

### Citas
1. 1 2 3 4  Kidder, Rushworth M. (3 de julio de 1980). «Wilberforce at No. 10 is a premier cat». The Christian Science Monitor (en inglés). Archivado desde el original el 26 de junio de 2023. Consultado el 26 de junio de 2023.
2. 1 2 3 4  «Wilberforce the cat, mouser to 4 British leaders, dead at 15». Los Angeles Times (en inglés). 20 de mayo de 1988. Archivado desde el original el 19 de marzo de 2017. Consultado el 18 de marzo de 2017.
3. 1 2  Choron, Sandra; Choron, Harry; Moore, Arden (2007). Planet Cat: A Cat-Alog (en inglés). New York: Houghton Mifflin Harcourt. p. 126. ISBN 978-0618812592. Archivado desde el original el 26 de junio de 2023. Consultado el 12 de febrero de 2021.
4. ↑  Pierce, Andrew (28 de julio de 2009). «Downing Street cat Sybil dies». The Daily Telegraph. Archivado desde el original el 4 de abril de 2023. Consultado el 25 de junio de 2023.
5. 1 2 3 4  Langdon, Julia (20 de mayo de 1988). «Wilberforce is dead». Daily Mirror (en inglés). p. 7. Archivado desde el original el 29 de junio de 2023. Consultado el 26 de junio de 2023.
6. ↑  «Obituary: Sir Bernard Ingham». BBC News (en inglés). 24 de febrero de 2023. Archivado desde el original el 15 de junio de 2023. Consultado el 27 de junio de 2023.
7. ↑  Shaw, John (28 de mayo de 1988). «Mrs Thatcher splashes out on duck pond». The Daily Telegraph (en inglés). p. 3. Archivado desde el original el 29 de junio de 2023. Consultado el 26 de junio de 2023.
8. ↑  «After death of No 10 cat, a duck rules the roost». Western Daily Press (en inglés). 28 de mayo de 1988. p. 9. Archivado desde el original el 29 de junio de 2023. Consultado el 27 de junio de 2023.
9. ↑  «Election 83». BBC One. 9 de junio de 1983.
10. ↑  «All the Queen's men...». Sunday Mirror (en inglés). 8 de diciembre de 1985. p. 8. Archivado desde el original el 29 de junio de 2023. Consultado el 27 de junio de 2023.
11. ↑  Moncrieff, Chris (31 de diciembre de 1986). «Will she won't she?». Lincolnshire Echo (en inglés). p. 10. Archivado desde el original el 29 de junio de 2023. Consultado el 27 de junio de 2023. (requiere suscripción).
12. ↑  Carey, M. F. (25 de mayo de 1988). «Vermin at No. 10». The Daily Telegraph (en inglés). p. 18. Archivado desde el original el 29 de junio de 2023. Consultado el 26 de junio de 2023.
13. ↑  Morris, Nigel (12 de septiembre de 2007). «Introducing Sybil, Downing Street's first cat for a decade». The Independent (en inglés). Archivado desde el original el 4 de marzo de 2016. Consultado el 18 de febrero de 2016.
14. 1 2  «Parliament & Politics». The Daily Telegraph (en inglés). 20 de mayo de 1988. p. 15. Archivado desde el original el 29 de junio de 2023. Consultado el 26 de junio de 2023.
15. ↑  «PM 'sad' at cat's death». Daily Post (en inglés). 20 de mayo de 1988. p. 5. Archivado desde el original el 29 de junio de 2023. Consultado el 26 de junio de 2023.
16. ↑  «Alas, Great Britain's 'best mouser' dead». USA Today (en inglés). 20 de mayo de 1988. Archivado desde el original el 4 de enero de 2013. Consultado el 18 de febrero de 2016.

## Lectura adicional
- En imágenes: animales en Downing Street: Wilberforce The Daily Telegraph

- Datos: Q1759652